# Olgierd Moskalewicz
Olgierd Moskalewicz (Połczyn-Zdrój, 16 febbraio 1974) è un ex calciatore polacco, di ruolo centrocampista.

## Palmarès

### Club

#### Competizioni nazionali
- Campionato polacco: 2

Wisła Cracovia: 1998-1999, 2000-2001
- Coppa di Polonia: 1

Wisła Cracovia: 2001-2002